# Denise Sheer
Pour les articles homonymes, voir Sheer.
Denise Sheer est une généticienne sud-africaine, elle a été nommée professeure de génétique humaine à l'Institut des sciences cellulaires et moléculaires de l'Université Queen Mary de Londres en novembre 2006. Ses domaines d'expertise incluent la biologie cellulaire et moléculaire, génétique et épigénétique du cancer et la pathologie moléculaire des tumeurs cérébrales pédiatriques.

## Formation et carrière
Sheer a obtenu un BSc (Hons) en embryologie et zoologie à l'Université du Witwatersrand, Johannesburg en 1973, après quoi elle a dirigé le laboratoire de cytogénétique diagnostique à l'Institut sud-africain de recherche médicale (en) pendant deux ans. 
Elle a ensuite rejoint le laboratoire de génétique de l'Université d'Oxford, où elle a obtenu un doctorat en 1980. Elle a terminé une bourse de recherche postdoctorale à l'Imperial Cancer Research Fund (aujourd'hui Cancer Research UK London Research Institute) et elle est devenue directrice du Human Cytogenetics Laboratory de 1983 à 2006. Ses travaux ont consisté à identifier d'importantes aberrations génétiques. dans de nombreux cancers malins et elle a fait des découvertes critiques sur l'architecture chromosomique. 
En 2006, elle a déménagé avec son groupe de recherche au Blizard Institute du Centre for Genomics and Child Health au Barts and The London School of Medicine and Dentistry (en). 
Sa recherche récente est un essai clinique interventionnel, MicroRNA and gene expression profiling of paediatric brain tumours, étudiant le traitement de jeunes patients atteints de gliome récurrent ou réfractaire de bas niveau, dont l'achèvement est prévu en 2020,. Le groupe a reçu le prix Jeremy Jass d'excellence en pathologie pour ce travail.

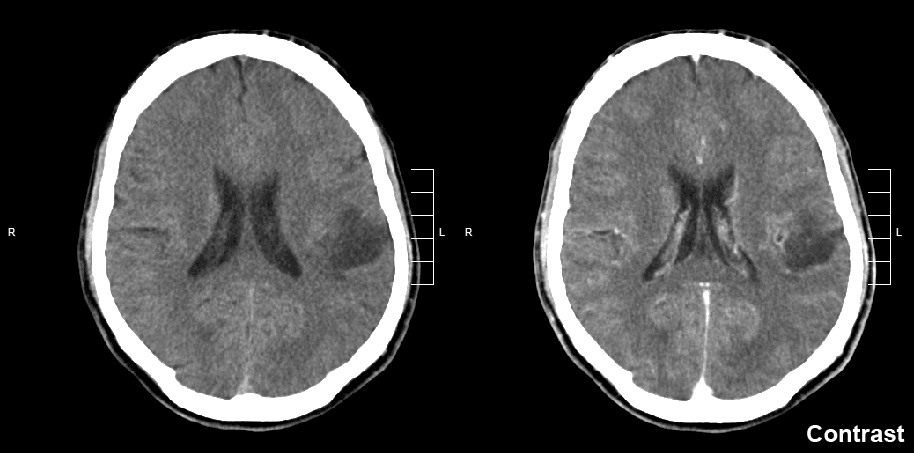
Gliome du lobe pariétal gauche. CT scan avec amélioration du contraste.

Sheer a 273 publications et 11 000 citations répertoriées sur ResearchGate et près de 15 000 citations répertoriées sur Google Scholar. Le travail effectué par Sheer et son groupe a été financé par The Brain Tumour Charity (en) depuis 2013 et elle a remporté le Research Engagement Award au Brain Tumor Charity Celebrating You Awards.